# 긴 이별
《긴 이별》(영어: The Long Goodbye)은 미국에서 제작된 로버트 올트먼 감독의 1973년 풍자 네오누아르 범죄 미스터리 스릴러 영화이다. 레이먼드 챈들러의 1953년 동명 소설이 원작이다. 엘리엇 굴드 등이 출연하였고, 제리 빅 등이 제작에 참여하였다.

## 출연진
- 엘리엇 굴드
- 니나 반팔란트
- 스털링 헤이든
- 마크 라이델
- 헨리 깁슨
- 데이비드 아킨
- 짐 바우턴
- 워런 벌린저
- 판초 코르도바
- 엔리케 루세로
- 루타냐 알다
- 잭 라일리
- 존 데이비스
- 켄 샌섬

크레디트 미기재
- 데이비드 캐러딘
- 칼 고틀리브
- 아널드 슈워제네거

## 기타 제작진
- 협력 제작: 로버트 에건와일러
- 의상: 켄트 제임스(크레디트 미기재), 마저리 월(크레디트 미기재)